# Лаврентьев, Владимир Филиппович
Владимир Филиппович Лаврентьев — советский хозяйственный, государственный и политический деятель.

## Биография
Родился в 1925 году в Таганроге. Член КПСС.
Ветеран Великой Отечественной войны.
Встретил войну 16-летним. В 1941-м году копал окопы на Самбекских высотах. В 1943 году стал разведчиком, воевал на Втором Украинском фронте, после — на Забайкальском фронте. Освобождал Румынию, Венгрию, Австрию, Чехословакию. Войну закончил в Праге. Участник войны с Японией. Был трижды ранен.
С 1946 года — на хозяйственной, общественной и политической работе. В 1946—1983 — механик, первый секретарь Орджоникидзевского РК ВЛКСМ, слушатель Высшей партийной школы, заведующий отделом, председатель райисполкома, 1-й секретарь Ленинского райкома КПСС города Ростова-на-Дону, первый секретарь Азовского горкома КПСС, заместитель председателя Ростовского облисполкома.
Делегат XXIV съезда КПСС.